# M&P
M&P is een historisch motorfietsmerk.
M&P: Marechal & Poste, Fives, Lille-Nord. 
Frans merk dat rond 1928 begon met de productie van 98- en 123 cc motorfietsen met Aubier Dunne-motoren. De productie eindigde tussen 1936 en 1940.